# Rüschenbeck
Rüschenbeck oder auch Rutzenbeke ist ein Ortsteil und eine Gemarkung der Gemeinde Stepenitztal im Landkreis Nordwestmecklenburg in Mecklenburg-Vorpommern.

## Namensherkunft
Der zweite Name des Ortes Rutzenbeke beschreibt die Lage des Ortes (rusch = Binse, beke = Bach).

## Geschichte
Der Ort bestand aus zwei Höfen, an einem größeren, ursprünglich vielleicht quadratischen, Anger. Er war ursprünglich Teil des ausgedehnten Güterkomplexes von Bülow, die in Rutzenbeke eine curia besaßen. Reste einer alten Burganlage „Neer’n Hoff“ haben sich im Gelände erhalten. Rüschenbeck wurde in den 1950er Jahren nach Papenhusen eingemeindet und die Gemarkung Rüschenbeck existiert noch.
Am 25. Mai 2014 kam der Ort zur Gemeinde Stepenitztal, weil sich Börzow, Mallentin und Papenhusen zu dieser zusammenschlossen.